# Afrikai-lemez

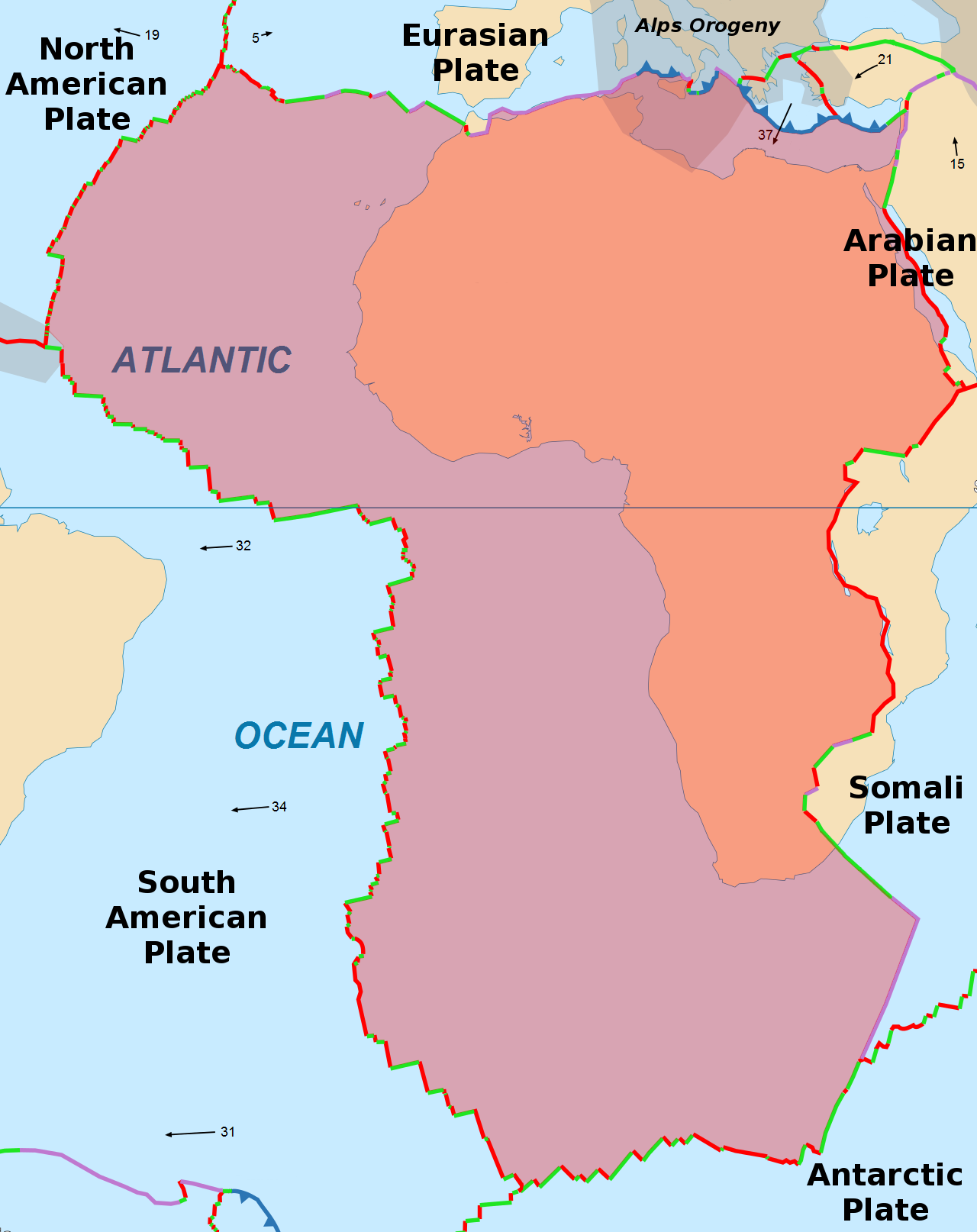
Az Afrikai (Núbiai)-lemez

Az Afrikai-lemez bolygónk egyik nagyméretű vagy elsődleges tektonikus lemeze. A területe mintegy 61 300 000 km². Magában hordozza az afrikai kontinens legnagyobb részét, valamint a környező óceáni területek aljzatát. Az afrikai lemez sebességét 2,15 cm/év körülire becsülik. Az elmúlt 100 millió évben általánosságban északkeleti irányba mozgott. Igen ősi kontinens, még napjainkban is fedetlen ősföldek borítják a felszínének mintegy felét. Ősi mivolta miatt nem túl eseménydús a fanerozoikumi földtörténete, a legjellemzőbb folyamat a peremterületek folyamatos leszakadozása. Ez a folyamat a mai napig tart, az Arábiai-lemez leszakadása mintegy 25 millió éve, míg a Szomáliai-lemezé 15 millió éve kezdődött. 
A kialakult riftzóna miatt a legtöbb kutatás alapján a kontinens keleti fele mintegy 1 millió év múlva le fog szakadni, és új óceán nyílik ki, habár vannak az elmélet ellen érvelő vélemények is, melyek szerint a folyamat el fog halni a jövőben. Emiatt az Afrikai-lemez elnevezés két értelemben is használatos, az első meghatározásban az egész afrikai kontinenst magán hordozó lemez elnevezése, második értelemben csupán a Nagy-hasadékvölgytől nyugatra fekvő lemez elnevezése. E nyugati lemezre újabban Núbiai-lemez néven hivatkoznak a szakirodalomban.

## Határok
Az Afrikai-lemez nyugati határát a Közép-Atlanti-hátság jelöli ki, ahol folyamatosan növekszik tovább a lemezperem, itt az Észak-Amerikai és a Dél-Amerikai-lemezekkel határos. Déli irányban szintén távolodó lemezhatárral rendelkezik az Antarktiszi-lemez felé. Keleti irányban a határát kétféle módon is meghatározhatjuk: amennyiben a Szomáliai-lemezt a részének tekintjük (mivel a lemezdarab egyértelmű elhatárolása csak a Zambézi-ig lehetséges), akkor határai az Indiai-óceán közepéig nyúlnak. Délkeleti irányban továbbra is divergens határ a Délnyugati-Indiaióceáni-hátság az Antarktiszi-lemez felé, majd kelet felé a Középső-Indiaióceáni- és a Carlsberg-hátság az Ausztrál-Indiai-lemez felé. Arábia felé a Vörös-tenger és annak központi hátsága a határvonal. Azonban ha a Szomáliai-lemezt különállónak fogadjuk el, akkor a keleti határát a Nagy-hasadékvölgy szétnyíló területe jelzi. Északi irányban a Földközi-tenger alatt húzódó hátságok és alábukási zónák jelölik ki, habár ezen a területen is vitákra adhat okot az a számos lemezdarab és lemeztöredék, ami a Afrikai-lemezről vált le, majd nekisodródott és gyűrődött az Eurázsiai-lemeznek.

## Földtörténet

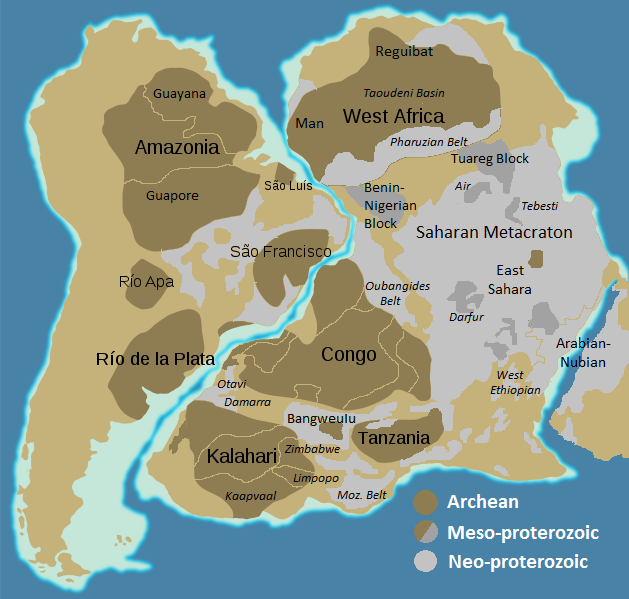
Az afrikai kratonok

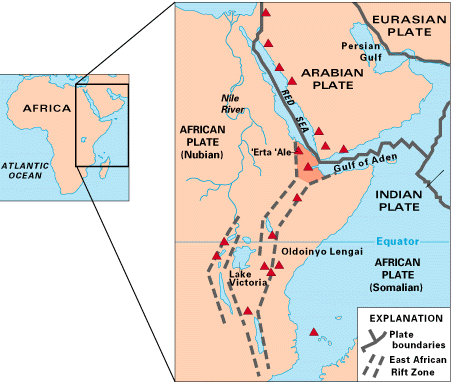
Térkép Kelet-Afrika történelmileg aktív vulkánjairól (piros háromszögek) és a Afar-medence (pirosas, középen), ez a hármas csomópont, ahol három lemez távolodik el egymástól: az Arab-lemez, az Afrikai-lemez és a Szomáliai-lemez (USGS)

Az Afrikai-lemez hasonlóan Ázsiához több ősi kratonból állt össze a földtörténeti ősidő folyamán. Ezek a kratonok a Nyugat-afrikai kraton, Szaharai metakraton, Kongó kraton, Kalahári kraton, ezek a kratonok is több kisebb részkratonból álltak össze. Továbbá megemlítendő a Tanzániai kraton, amely ma már a Szomáliai-lemezen található. Ezeket a kratonokat az 1,2 milliárd évtől 600 millió évvel ezelőtti több különböző hegységképződési fázis terelte és forrasztotta össze egy kontinensé. Ez az az idő, mikor bolygónkat Rodinia szuperkontinense uralta. 
Rodinia szétesése után Gondwana kialakulásában vett részt az óidő folyamán, a Kaledóniai-hegységképződés nem érintette azonban a Variszkuszi-hegységképződést, eredménye az Atlasz hegység egyes részei és a Fokföldi-hegység. Az óidő további részében, valamint az egész középidő folyamán tengerelöntések jellemezték, majd az újidő hozott mozgalmasabb időket. 
Az újidőben szakadt szét Gondwana, nyugaton elvált Észak- és Dél-Amerikától, akkor a riftesedés Marokkó mai partjainál kezdődhetett. Délen elvált az Antarktisztól, keleten pedig India indult el észak felé, egy ideig Madagaszkárt és a Seychelle-szigeteket is magával vonszolva. Érdekességként megjegyzendő, hogy Gondwana szétesése során az ősi kratonokból a szomszédos elváló kontinensek kis kratontöredékeket ragadtak magukkal. Az északi részeken lemezdarabok letöredezése és kolloziója jellemezte az újidőt, ilyen darabka alkotja részben Magyarország aljzatát is, Afrikában pedig felgyűrte az Atlasz hegyláncait. 
Az Arab-félsziget mintegy 25 millió éve, míg a Szomáliai-lemez leszakadása 15 millió éve kezdődött. A kialakult riftzóna miatt itt jött létre a Föld leghosszabb törés- és árokrendszere, több mint 5000 km hosszan a Zambézi folyóvölgyétől a Közép- és Kelet-afrikai-árokrendszeren, a már beszakadt Vörös-tenger óceánná szélesedő árkán keresztül, folytatódva az ázsiai Szír-arab-árokrendszer végéig. Az árkok mentén évmilliók múlva ugyanúgy elszakad Kelet-Afrika, mint ahogy levált Madagaszkár vagy az Arab-lemez is. Afrikában a vetődések mentén besüllyedt árkok nagy részét mély tavak (Tanganyika-, Malawi (Nyasza)-tó) töltik ki, és az árok mentén hatalmas hasadékvulkánok (Virunga-, illetve Kilimandzsáró-csoport vulkánjai, valamint az egyetlen magyar nevű vulkán, a Teleki-vulkán) ülnek. 
Egy másik törésrendszer Afrikát DNy-ÉK-i irányban hasítja ketté. Ennek végében, a Guineai-öböl csücskében a Kamerun-vulkán pöfékel. Ez a törésrendszer különíti el Alacsony-Afrikát az 1000 m átlagmagasságú Magas-Afrikától. A folyamat éreztette hatását a Szahara belső részén is, az itt lévő ős- és előidei hegyek (Ahaggar, Tibeszti-hegység) ekkor kaptak vulkáni lávasapkájukat, s lettek tanúhegyeké. Más vélemények szerint ezek a vulkánok egy forrópont eredményei.